# Željko Radmilović
Željko Radmilović (* 1919 in Split; † 1996) war ein jugoslawischer bzw. kroatischer Bildhauer und Grafiker.

## Leben
Radmilović absolvierte die Akademie der bildenden Künste der Universität Zagreb als Schüler von Antun Augustinčić. Er beteiligte sich an Ausstellungen der kroatischen Vereinigung der Künstler.

Radmilović nahm am sogenannten Volksbefreiungskampf der Jugoslawische Volksarmee (1941–1945) teil. Einige seiner Arbeiten, darunter Denkmäler für Tito-Partisanen, hatten dies zum Thema. Er lebte und arbeitete in Split.